# روجر إغليسياس
روجر إغليسياس (بالإنجليزية: Roger Iglesias)‏ هو سياسي أمريكي، ولد في 12 سبتمبر 1958 في الولايات المتحدة. حزبياً، نشط في الحزب التقدمي الجديد.